# Leeds United sezona 2008./09.
Ova stranica govori o nogometnom klubu Leeds United, koja igra sezonu 2008. – 09.

## Igrači

### Trenutna momčad
| EU | Država | Br. | Poz | Prezime     | K | God. | Otkad | Sus. | Gol. | Kraj | Cijena | Bilješka                                                                                 |
| -- | ------ | --- | --- | ----------- | - | ---- | ----- | ---- | ---- | ---- | ------ | ---------------------------------------------------------------------------------------- |
|    | DAN    | 1   | GK  | Ankergren   |   | 28   | 2007  | 70   | 0    | 2010 |        | Leeds United Arhivirana inačica izvorne stranice od 29. rujna 2007. (Wayback Machine)    |
|    | ENG    | 2   | DF  | Richardson  |   | 25   | 2001  | 155  | 5    | 2009 |        | Leeds United Arhivirana inačica izvorne stranice od 11. kolovoza 2008. (Wayback Machine) |
|    | ENG    | 3   | DF  | Huntington  |   | 21   | 2007  | 31   | 2    | 2010 |        | BBC Sport                                                                                |
|    | IRS    | 4   | MF  | Douglas     |   | 26   | 2006  | 124  | 11   | 2009 |        | Sky Sports                                                                               |
|    | ANG    | 5   | DF  | Rui Marques |   | 31   | 2005  | 67   | 3    | 2010 |        | Leeds United[neaktivna poveznica]                                                        |

## Trenutna momčad
Napomena: Zastave označavaju reprezentaciju kako je definirano FIFA-inim pravilima prihvatljivosti. Igrači mogu imati više od jednog državljanstva izvan FIFA-e.
| Br. | Poz. | Država | Igrač             |
| --- | ---- | ------ | ----------------- |
| 1   | VRA  |        | Casper Ankergren  |
| 2   | BRA  |        | Frazer Richardson |
| 3   | BRA  |        | Paul Huntington   |
| 4   | VEZ  |        | Jonathan Douglas  |
| 5   | BRA  |        | Rui Marques       |
| 6   | BRA  |        | Ľubomír Michalík  |
| 7   | VEZ  |        | David Prutton     |
| 8   | VEZ  |        | Neil Kilkenny     |
| 9   | NAP  |        | Jermaine Beckford |
| 10  | NAP  |        | Luciano Becchio   |
| 11  | BRA  |        | Alan Sheehan      |
| 12  | VRA  |        | David Lucas       |
| 14  | VEZ  |        | Jonny Howson      |
| 15  | VEZ  |        | Fabian Delph      |
| 16  | VEZ  |        | Bradley Johnson   |

| Br. | Poz. | Država | Igrač            |
| --- | ---- | ------ | ---------------- |
| 17  | BRA  |        | Scott Gardner    |
| 18  | VEZ  |        | Andy Robinson    |
| 19  | BRA  |        | Ben Parker       |
| 21  | NAP  |        | Enoch Showunmi   |
| 22  | VEZ  |        | Andy Hughes      |
| 23  | NAP  |        | Robert Snodgrass |
| 24  | VEZ  |        | Peter Sweeney    |
| 25  | VRA  |        | Alan Martin      |
| 26  | BRA  |        | Paul Telfer      |
| 29  | NAP  |        | Tom Elliott      |
| 30  | VRA  |        | Jonathan Lund    |
| 35  | VEZ  |        | Sébastien Carole |
| 37  | VEZ  |        | Ian Westlake     |
| 41  | VEZ  |        | Rob Bayly        |

### Trenutno na posudbi
Napomena: Zastave označavaju reprezentaciju kako je definirano FIFA-inim pravilima prihvatljivosti. Igrači mogu imati više od jednog državljanstva izvan FIFA-e.
| Br. | Poz. | Država | Igrač                              |
| --- | ---- | ------ | ---------------------------------- |
| 20  |      | NAP    | Trésor Kandol (posudba u Millwall) |

| Br. | Poz. | Država | Igrač                                |
| --- | ---- | ------ | ------------------------------------ |
| 40  |      | VEZ    | Curtis Weston (posudba u Gillingham) |

## Natjecanja
| Natjecanja               | Početna runda | Trenutna pozicija /runda | Finalna pozicija /runda | Prvi meč   | Zadnji meč |            |
| ------------------------ | ------------- | ------------------------ | ----------------------- | ---------- | ---------- | ---------- |
| League One               | —             |                          |                         | 09-08-2008 |            | Na čekanju |
| FA Kup                   |               |                          |                         | 31-08-2008 |            | Na čekanju |
| Johnstone's Paint Trophy |               |                          |                         |            |            | Na čekanju |
| Liga Kup                 |               |                          |                         | 12-08-2008 |            | Na čekanju |

### Sažetak rezultata
| Ukupno | Ukupno | Ukupno | Ukupno | Ukupno | Ukupno | Ukupno | Ukupno | Doma | Doma | Doma | Doma | Doma | Doma | Gost | Gost | Gost | Gost | Gost | Gost |
| Sus    | Bod    | P      | R      | I      | GD     | GP     | GR     | P    | R    | I    | GD   | GP   | GR   | P    | R    | I    | GD   | GP   | GR   |
| ------ | ------ | ------ | ------ | ------ | ------ | ------ | ------ | ---- | ---- | ---- | ---- | ---- | ---- | ---- | ---- | ---- | ---- | ---- | ---- |
| 8      | 17     | 5      | 2      | 1      | 16     | 9      | +7     | 2    | 1    | 1    | 8    | 6    | +2   | 3    | 1    | 0    | 8    | 3    | +5   |

### Rezultati po rundama
| Kolo     | 01 | 02 | 03 | 04 | 05 | 06 | 07 | 08 | 09 | 10 | 11 | 12 | 13 | 14 | 15 | 16 | 17 | 18 | 19 | 20 | 21 | 22 | 23 | 24 | 25 | 26 | 27 | 28 | 29 | 30 | 31 | 32 | 33 | 34 | 35 | 36 |
| -------- | -- | -- | -- | -- | -- | -- | -- | -- | -- | -- | -- | -- | -- | -- | -- | -- | -- | -- | -- | -- | -- | -- | -- | -- | -- | -- | -- | -- | -- | -- | -- | -- | -- | -- | -- | -- |
| Stadion  | G  | D  | G  | D  | D  | G  | G  | D  |    |    |    |    |    |    |    |    |    |    |    |    |    |    |    |    |    |    |    |    |    |    |    |    |    |    |    |    |
| Rezultat | W  | L  | D  | D  | W  | W  | W  | W  |    |    |    |    |    |    |    |    |    |    |    |    |    |    |    |    |    |    |    |    |    |    |    |    |    |    |    |    |

| Kolo     | 37 | 38 | 39 | 40 | 41 | 42 | 43 | 44 | 45 | 46 |
| -------- | -- | -- | -- | -- | -- | -- | -- | -- | -- | -- |
| Stadion  |    |    |    |    |    |    |    |    |    |    |
| Rezultat |    |    |    |    |    |    |    |    |    |    |

## Susreti

### Predsezona
| 11. srpnja 2008. 19:30 BST |             |              |                                      |
| York City                  | 1 – 1       | Leeds United | KitKat Crescent, York Sudac: J. Moss |
| Sodje 43'                  | (Izvještaj) | Beckford 25' | KitKat Crescent, York Sudac: J. Moss |

| 16. srpnja 2008. 19:30 BST |             |                   |                                         |
| Galway United              | 0-2         | Leeds United      | Terryland Park, Galway Sudac: P. Sutton |
|                            | (Izvještaj) | Beckford 25', 46' | Terryland Park, Galway Sudac: P. Sutton |

| 20. srpnja 2008. 15:00 BST |             |                                      |                                           |
| Bray Wanderers             | 2-3         | Leeds United                         | Carlisle Grounds, Bray Sudac: T. Connolly |
| Robson 9' Rowe 32'         | (Izvještaj) | Rui Marques 55' Haber 68' Howson 83' | Carlisle Grounds, Bray Sudac: T. Connolly |

| 23. srpnja 2008. 19:30 BST |             |                |                                         |
| Shelbourne                 | 1-1         | Leeds United   | Tolka Park, Drumcondra Sudac: I. Stokes |
| Flood 23'                  | (Izvještaj) | Huntington 45' | Tolka Park, Drumcondra Sudac: I. Stokes |

| 26. srpnja 2008. 15:00 BST |             |                         |                                     |
| Barnet                     | 0-2         | Leeds United            | Underhill, Barnet Sudac: M. Russell |
|                            | (Izvještaj) | Robinson 36' Howson 49' | Underhill, Barnet Sudac: M. Russell |

| 29. srpnja 2008. 19.30 BST |             |              |                                                     |
| Darlington                 | 0-0         | Leeds United | The Darlington Arena, Darlington Sudac: E. Ilderton |
|                            | (Izvještaj) |              | The Darlington Arena, Darlington Sudac: E. Ilderton |

| 2. kolovoza 2008. 15.00 BST                      |             |                  |                                     |
| Leeds United                                     | 4-1         | FCV Dender       | Elland Road, Leeds Sudac: U. Rennie |
| Huntington 24', 86' Rui Marques 28' Beckford 34' | (Izvještaj) | Van Den Eede 55' | Elland Road, Leeds Sudac: U. Rennie |

### League One
| 9. kolovoza 2008. 12:00 BST |             |                           |                                             |
| Scunthorpe United           | 1 – 2       | Leeds United              | Glanford Park, Scunthorpe Sudac: L. Probert |
| Hooper 57'                  | (Izvještaj) | Showunmi 61' Beckford 80' | Glanford Park, Scunthorpe Sudac: L. Probert |

| 16. kolovoza 2008. 15:00 BST |             |                 |                                      |
| Leeds United                 | 0 – 2       | Oldham Athletic | Elland Road, Leeds Sudac: M. Russell |
|                              | (Izvještaj) | Taylor 51', 65' | Elland Road, Leeds Sudac: M. Russell |

| 23. kolovoza 2008. 13:00 BST |             |              |                                         |
| Yeovil Town                  | 1 – 1       | Leeds United | Huish Park, Yeovil Sudac: D. Whitestone |
| Owusu 62' (pen)              | (Izvještaj) | Becchio 1'   | Huish Park, Yeovil Sudac: D. Whitestone |

| 30. kolovoza 2008. 15:00 BST |             |                       |                                     |
| Leeds United                 | 2 – 2       | Bristol Rovers        | Elland Road, Leeds Sudac: K. Wright |
| Beckford 5', 77'             | (Izvještaj) | Lambert 32' Duffy 37' | Elland Road, Leeds Sudac: K. Wright |

| 6. rujna 2008. 15:00 BST                                                   |             |                       |                                     |
| Leeds United                                                               | 5 – 2       | Crewe Alexandra       | Elland Road, Leeds Sudac: T. Kettle |
| Delph 26' Sheehan 36' Douglas 48' Beckford 66' Robinson 81' Michalík 90+2' | (Izvještaj) | Bopp 90+3' Zola 90+4' | Elland Road, Leeds Sudac: T. Kettle |

| 13. rujna 2008. 15:00 BST |             |                                                   |                                          |
| Swindon Town              | 1 – 3       | Leeds United                                      | County Ground, Swindon Sudac: D. Deadman |
| Cox 45'                   | (Izvještaj) | Beckford 22' Kilkenny 50' Beckford 84' Sheehan 9' | County Ground, Swindon Sudac: D. Deadman |

| 20. rujna 2008. 12:15 BST |             |                          |                                         |
| Carlisle United           | 0 – 2       | Leeds United             | Brunton Park, Carlisle Sudac: P. Walton |
|                           | (Izvještaj) | Becchio 32' Beckford 86' | Brunton Park, Carlisle Sudac: P. Walton |

| 27. rujna 2008. 15:00 BST |             |                 |                                   |
| Leeds United              | 1 – 0       | Hereford United | Elland Road, Leeds Sudac: G. Laws |
| Robinson 72'              | (Izvještaj) |                 | Elland Road, Leeds Sudac: G. Laws |

### Liga Kup
| 12. kolovoza 2008. 19:45 BST |       |                                                  |                                           |
| Chester City                 | 2 – 5 | Leeds United                                     | Deva Stadium, Chester Sudac: G. Salisbury |
| Lowe 15', 75'                |       | Beckford 3', 25', 35' Snodgrass 10' Robinson 31' | Deva Stadium, Chester Sudac: G. Salisbury |

| 26. kolovoza 2008. 19:45 BST                      |          |                |                                     |
| Leeds United                                      | 4 – 0    | Crystal Palace | Elland Road, Leeds Sudac: K. Friend |
| Douglas 11' Beckford 32' Becchio 52' Showunmi 76' | (Report) |                | Elland Road, Leeds Sudac: K. Friend |

| 23. rujna 2008. 19:45 BST                 |          |                         |                                   |
| Leeds United                              | 3 – 2    | Hartlepool United       | Elland Road, Leeds Sudac: A. Penn |
| Snodgrass 14' Showunmi 58' Robinson 90+1' | (Report) | Monkhouse 2' Porter 33' | Elland Road, Leeds Sudac: A. Penn |

## Vanjske poveznice
- www.leedsunited.com
- Sky Sports  Arhivirana inačica izvorne stranice od 12. kolovoza 2011. (Wayback Machine)
- Soccerbase  Arhivirana inačica izvorne stranice od 12. listopada 2009. (Wayback Machine)
- ESPNsoccernet  Arhivirana inačica izvorne stranice od 25. svibnja 2011. (Wayback Machine)
- Leeds Fans